# Armorial de la communauté française de Belgique
L'Armorial de la communauté française de Belgique, paru en 2002, est un ouvrage en deux tomes réalisé par le Conseil d’héraldique et de vexillologie sous le titre, Armoiries communales en Belgique – Communes wallonnes, bruxelloises et germanophones. 